# الركاكدة أولاد اسعيد (العزيزات الشمالية)
الركاكدة أولاد اسعيد هو دُوَّار يقع بجماعة أولاد غانم، إقليم الجديدة، جهة الدار البيضاء سطات في المملكة المغربية. ينتمي الدوّار لمشيخة العزيزات الشمالية التي تضم 12 دوار. يقدر عدد سكانه بـ 1234 نسمة حسب الإحصاء الرسمي للسكان والسكنى لسنة 2004.

## روابط خارجية
- البوابة الوطنية للجماعات الترابية
- المندوبية السامية للتخطيط